# Empty Garden (Hey Hey Johnny)
Empty Garden (Hey Hey Johnny) è un brano composto ed interpretato da Elton John; il testo è di Bernie Taupin.

## Il brano
Proveniente dall'album del 1982 Jump Up! (del quale costituisce la settima traccia), si caratterizza come un brano particolare nella discografia eltoniana; è infatti dedicato a John Lennon, assassinato l'8 dicembre 1980 da un venticinquenne squilibrato. Elton aveva frequentato assiduamente Lennon negli ultimi anni, ed era persino divenuto il padrino di suo figlio Sean; le due rockstar avevano anche duettato insieme in un concerto del 1974 tenutosi al Madison Square Garden, in quella che sarebbe stata l'ultima apparizione dal vivo di Lennon. Il testo di Bernie, alla lettera Giardino Vuoto, si riferisce presumibilmente al Central Park di New York, luogo dove l'ex-Beatle era solito recarsi. Quest'ultimo viene paragonato ad un giardiniere "che sradicava le lacrime
e coltivava un buon raccolto"; secondo il biografo David Buckley, viene inoltre rappresentato come un bambino che "non riesce ad uscire a giocare nel suo giardino vuoto", invano richiamato dagli amici ("Johnny, can't you come out to play in your Empty Garden?"). Comunque, il titolo del brano potrebbe riferirsi anche al Madison Square Garden, dove, come già detto, Elton John e John Lennon suonarono e duettarono insieme nel corso di uno storico concerto: in questo caso il verbo "to play" è da intendersi come "suonare" e non come "giocare".
La melodia, dall'andatura lenta e malinconica, rispecchia adeguatamente il significato del testo, arricchita dalla drammaticità della voce di Elton.
Per David Buckley, Empty Garden rappresenta uno dei migliori tributi mai composti; distribuita come singolo nel 1982, la canzone raggiunse la posizione numero 13 in classifica negli Stati Uniti. Il brano è stato eseguito dal vivo per la prima volta ad un concerto del 1982 tenutosi al Madison Square Garden: nel pubblico, commosso fino alle lacrime, erano presenti anche Yōko Ono e Sean Lennon. Un'altra importante esecuzione è stata quella del monumentale concerto volto a celebrare i 60 anni di Elton John, tenutosi il 25 marzo 2007 sempre al Madison Square Garden; la canzone è comunque raramente eseguita dal vivo, perché riporta alla mente di Elton troppi ricordi di John Lennon.